# Buisse

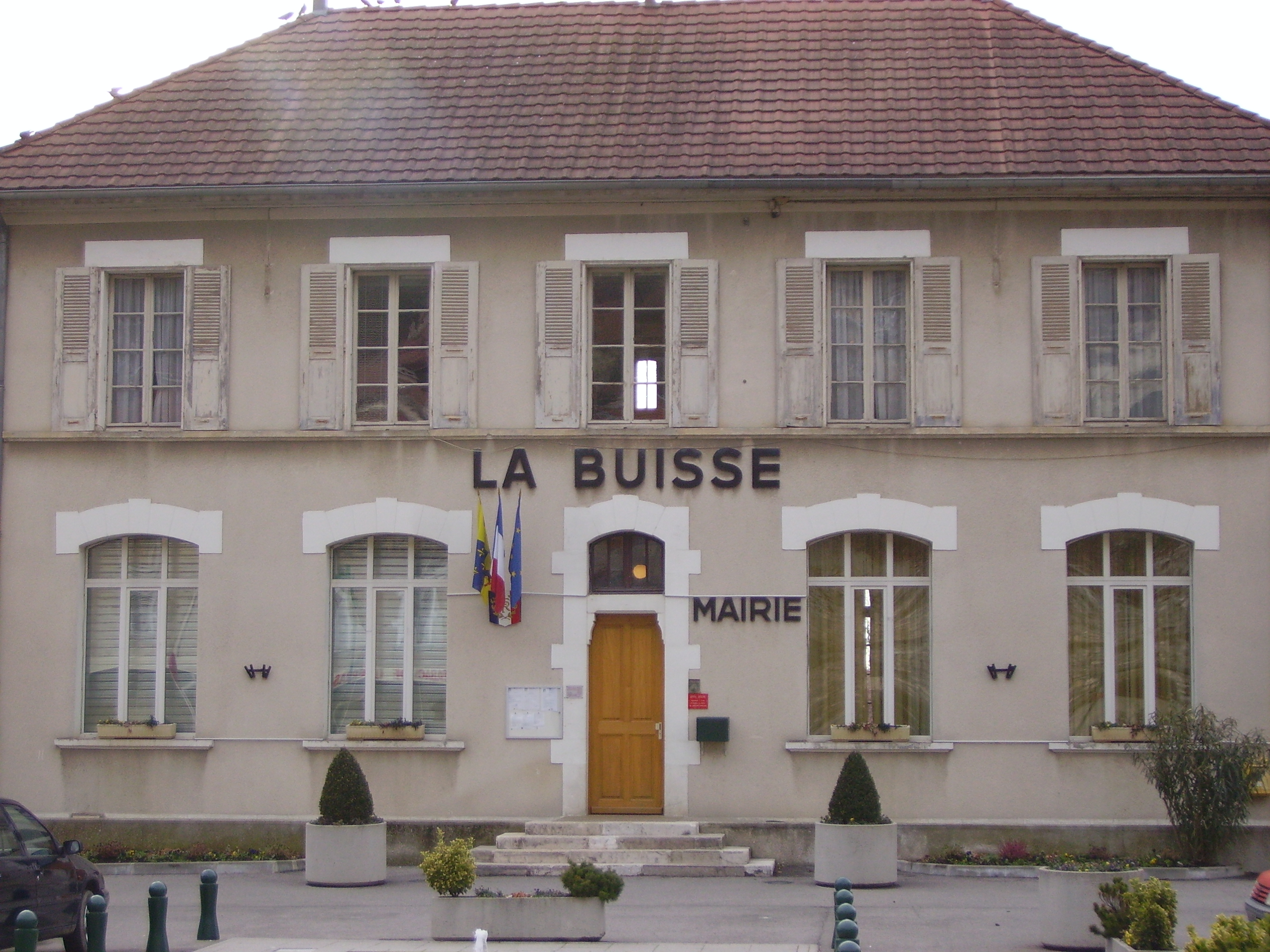
Mairie de La Buisse

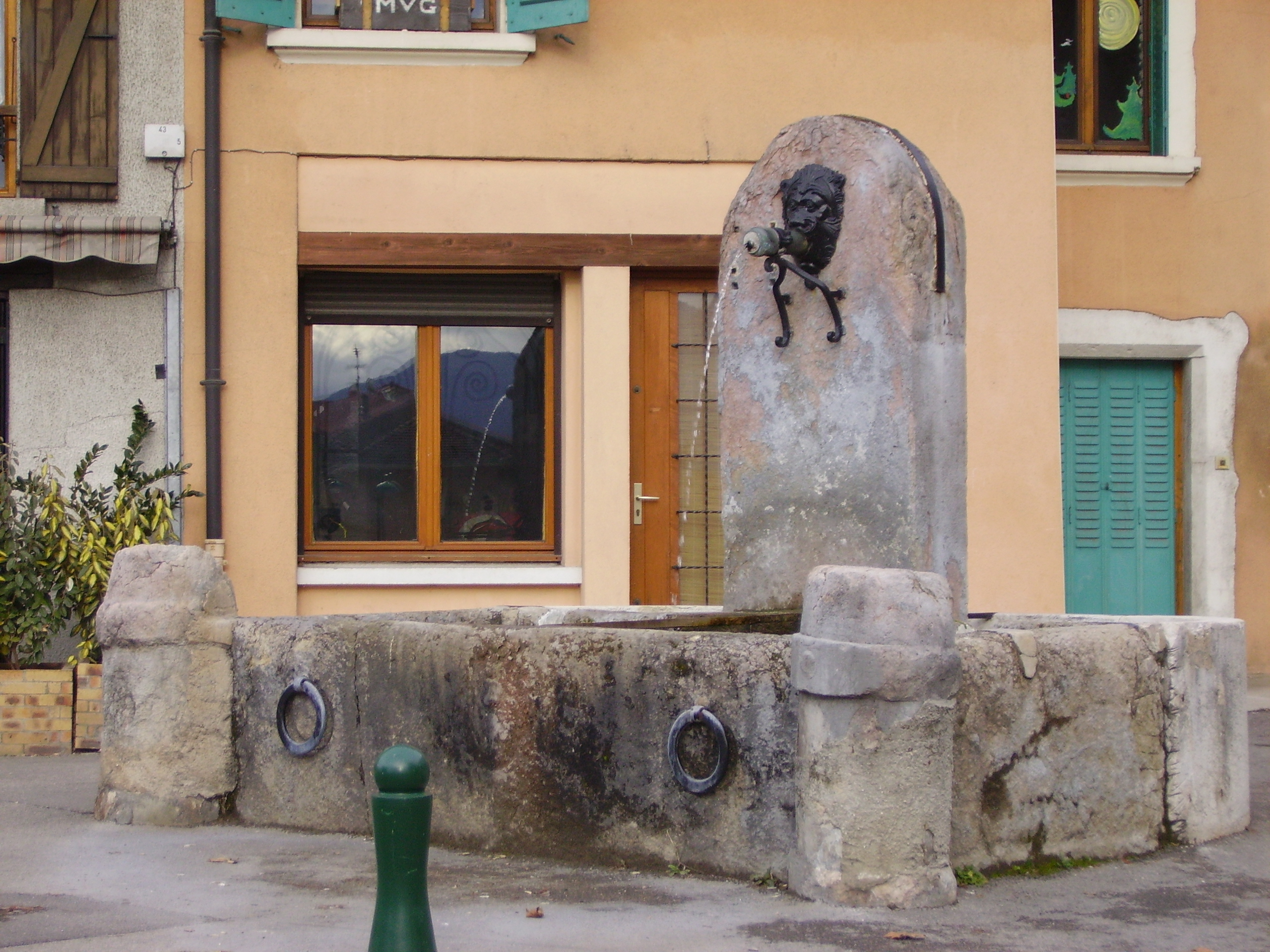

Buisse – miejscowość i gmina we Francji, w regionie Owernia-Rodan-Alpy, w departamencie Isère.
Według danych na rok 1990 gminę zamieszkiwało 2238 osób, a gęstość zaludnienia wynosiła 194 osób/km² (wśród 2880 gmin regionu Rodan-Alpy Buisse plasuje się na 392. miejscu pod względem liczby ludności, natomiast pod względem powierzchni na miejscu 1009.).